# 閻敬銘
閻 敬銘（えん けいめい、Yan Jingming、1817年 - 1892年）は、清末の官僚。字は丹初。陝西省朝邑県出身。
1845年に進士となり、戸部主事となった。1859年、湖北省で太平天国軍との戦いのための食糧輸送を担当し、巡撫の胡林翼に評価されて按察使に昇進した。さらに1862年には胡林翼の後任の巡撫の厳樹森の推薦で布政使となった。その後、山東塩運使、さらに山東巡撫となり、捻軍や白蓮教徒との戦いを指揮した。また黄崖山で講学を行っていた太谷学派の張積中を弾圧した。
1882年に戸部尚書となり、1883年に軍機大臣・総理各国事務衙門大臣に就任し、協弁大学士に昇進。さらに1884年に東閣大学士となった。財政に明るく、「救時宰相」と称された。1889年、西太后が280万両をかけて頤和園を修築しようとしたことに反対したが、受け入れられなかったため辞任を申し出た。死後、太子少保と文介の諡号を贈られた。